# Thomas Jöbstl (Hornist)
Thomas Jöbstl (* 5. Januar 1978 in Wolfsberg, Kärnten) ist ein österreichischer Hornist und Hochschullehrer.

## Leben
Jöbstl hatte mit acht Jahren ersten Unterricht am Horn an der Musikschule Wolfsberg bei Franz Gönitzer. Ab 1992 studierte er an der Universität für Musik und darstellende Kunst Wien bei Roland Berger und debütierte 1995 als Solist im Großen Saal des Wiener Musikvereins, 1996 gab er bereits ein Solokonzert beim „Kyoto International Music Students Festival“ in Japan.
1997 machte er die Matura am Musikgymnasium Wien und wurde im selben Jahr 1. Hornist der Volksoper Wien. Jöbstl bläst auf dem Wienerhorn. Er spielt auch als Substitut bei den Wiener Philharmonikern und ist Mitglied des Kammermusikensembles „Wiener Virtuosen“. 2000 schloss er sein Hornstudium an der Universität für Musik und darstellende Kunst in Wien mit dem Titel „Magister artium“ ab. Von 2000 bis 2006 war er Lehrbeauftragter der Universität für Musik in Wien als Assistent der Hornklasse von Roland Berger.
Seit 2001 Hornist im Orchester der Wiener Staatsoper. Seit 2004 Mitglied der Wiener Philharmoniker.
Seit Oktober 2006 ist er als Nachfolger von Roland Berger Professor für Horn an der Musikuniversität Wien.

## Preise
- 1992: 1. Preis beim österreichischen Bundeswettbewerb „Jugend musiziert“
- 1999: Preisträger des „Bunkamura Orchard Hall Award“